# Премія «Сезар» за найкращий анімаційний фільм
Премія «Сезар» за найкращий анімаційний фільм (фр. César du meilleur film d'animation) — одна з основних нагород Академії мистецтв та технологій кінематографа Франції у рамках національної кінопремії «Сезар», яку присуджують починаючи з 36-ї церемонії у 2011 році.

## Лауреати та номінанти
Імена переможців виділено окремим кольором

### 2010-і
- к/м — короткометражний фільм

| Рік         | Українська назва                               | Оригінальна назва                                       | Режисер(и)                                    |
| ----------- | ---------------------------------------------- | ------------------------------------------------------- | --------------------------------------------- |
| 2011 (36-а) | • Ілюзіоніст                                   | L'Illusionniste                                         | Сільвен Шомк                                  |
| 2011 (36-а) | • Артур і війна двох світів                    | Arthur et la Guerre des deux mondes                     | Люк Бессон                                    |
| 2011 (36-а) | • Людина в блакитному Гордіні                  | L'Homme à la Gordini                                    | Жан-Крістоф Лі                                |
| 2011 (36-а) | • Логорама                                     | Logorama                                                | H5                                            |
| 2011 (36-а) | • Котяче життя                                 | Une vie de chat                                         | Жан-Лу Фелісіолі та Ален Ганьоль              |
| 2012 (37-а) | • Кіт рабина                                   | Le Chat du rabbin                                       | Жоан Сфар та Антуан Делево                    |
| 2012 (37-а) | • Цирк                                         | Le Cirque                                               | Ніколас Бролт                                 |
| 2012 (37-а) | • Мишачий хвіст                                | La Queue de la souris                                   | Бенжамін Реннер                               |
| 2012 (37-а) | • Монстр у Парижі                              | Un monstre à Paris                                      | Бібо Бержерон                                 |
| 2012 (37-а) | • Картина                                      | Le Tableau                                              | Жан-Франсуа Лагуньє                           |
| 2013 (38-а) | • Ернест і Селестіна                           | Ernest et Célestine                                     | Бенжамін Реннер, Венсан Патар та Стефані Об'є |
| 2013 (38-а) | • Едмонд був ослом                             | Edmond était un âne                                     | Франк Діон                                    |
| 2013 (38-а) | • Кіріку і чоловіки і жінки                    | Kirikou et les hommes et les femmes                     | Мішель Осело                                  |
| 2013 (38-а) | • О, Віллі                                     | Oh Willy                                                | Emma de Swaef та Марк Роелс                   |
| 2013 (38-а) | • Жирафа                                       | Zarafa                                                  | Ремі Безансон та Жан-Крістоф Лі               |
| 2014 (39-а) | • Лулу. Неймовірна таємниця                    | Loulou, l'incroyable secret                             | Ерік Омон                                     |
| 2014 (39-а) | • Кікі з Монпарнасу (к/м)                      | Mademoiselle Kiki et les Montparnos                     | Амелі Гаррольт                                |
| 2014 (39-а) | • Жіночі листи (к/м)                           | Lettre de femmes                                        | Аугусто Зановелло                             |
| 2014 (39-а) | • Моя мама в Америці, вона бачила Буффало Біла | Ma maman est en Amérique, elle a rencontré Buffalo Bill | Марк Борел та Тібо Чатель                     |
| 2014 (39-а) | • Айя із Йопугона                              | Aya de Yopougon                                         | Маргарита Абу та Клеман Убрері                |
| 2015 (40-а) | • Комашки: Пригода в Долині мурах              | Minuscule - La vallée des fourmis perdues               | Томас Забо та Елен Жирар                      |
| 2015 (40-а) | • (к/м)                                        | Les Petits Cailloux                                     | Хлоя Мазло                                    |
| 2015 (40-а) | • Пісня моря                                   | Le Chant de la mer                                      | Том Мур                                       |
| 2015 (40-а) | • Джек і механіка серця                        | Jack et la Mécanique du cœur                            | Матіас Мальзьє та Стефан Берла                |
| 2015 (40-а) | • (к/м)                                        | Bang Bang!                                              | Жульєн Бісаро                                 |
| 2015 (40-а) | • (к/м)                                        | La Bûche de Noël                                        | Венсан Патар та Стефані Об'є                  |
| 2015 (40-а) | • Маленька каструлька Анатоля (к/м)            | La Petite Casserole d'Anatole                           | Ерік Моншо                                    |
| 2016 (41-а) | • Маленький принц                              | Le Petit Prince                                         | Марк Осборн                                   |
| 2016 (41-а) | • Адама                                        | Adama                                                   | Симон Руби                                    |
| 2016 (41-а) | • Авріл і підроблений світ                     | Avril et le Monde truqué                                | Крістіан Дімар, Франк Екінсі                  |
| 2017 (42-а) | • Життя Кабачка                                | Ma vie de Courgette                                     | Клод Барра                                    |
| 2017 (42-а) | • Дівчина без рук                              | La Jeune Fille sans mains                               | Себастьєн Лауденбах                           |
| 2017 (42-а) | • Червона черепаха                             | La Tortue rouge                                         | Мікаель Дюдок де Віт                          |
| 2018 (43-я) | • Великий злий лис та інші історії             | Le Grand Méchant Renard et autres contes...             | Бенжамін Реннер та Патрік Ембер               |
| 2018 (43-я) | • Зомбіленіум»                                 | Zombillénium                                            | Артур де Пінс та Алексіс Дюкор                |
| 2018 (43-я) | • Сахара»                                      | Sahara                                                  | П'єр Коре                                     |
| 2019 (44-а) | • Ділілі в Парижі                              | Dilili à Paris                                          | Мішель Осело                                  |
| 2019 (44-а) | • Астерікс і таємне зілля                      | Astérix : Le Secret de la potion magique                | Луї Кліші та Александр Астьє                  |
| 2019 (44-а) | • Пачамама                                     | Pachamama                                               | Хуан Антін                                    |